# اوپانیشادها

اوپانیشادها (سانسکریت: उपनिषद्, उपनिषत्، آوانگاری: اُپنِشد, Upaniṣad، ت. «نظریۀ باطنی») از کهن‌ترین متون مینوی آئین هندو و مهم‌ترین آثار فلسفی هندوستان هستند که تاریخ تقریر قدیمی‌ترین‌شان به سده‌های هفتم یا ششم قبل‌ازمیلاد می‌رسد. اوپانیشادهای اصیل متأخرترین قسمت وداها را شکل می‌دهند. تعداد متونی که با نام اوپانیشاد شناخته می‌شوند از ۲۰۰ می‌گذرد که نیمی از آن‌ها از اواخر هزاره نخست پیش‌ازمیلاد تا میانهٔ هزارهٔ دوم میلادی و به‌الهام از اوپانیشادهای اصیل نگاشته شده‌اند. در انتهای یکی از اوپانیشادهای جدید موسوم به اوپانیشاد موکتیکه فهرستی از ۱۰۸ اوپانیشاد آمده است که ده تا سیزده تا از آن‌ها به اوپانیشادهای اصلی (موکیه) معروف‌اند. متونی که معمولاً در ردهٔ اوپانیشادهای اصلی جای می‌گیرند عبارت‌اند از: اوپانیشاد آیتریه، اوپانیشاد کوشیتکی، اوپانیشاد چاندوگیه، اوپانیشاد کنه، اوپانیشاد تیتریه، اوپانیشاد کته، اوپانیشاد شوتاشوتره، اوپانیشاد میتری، اوپانیشاد بریهدآرنیکه، اوپانیشاد ایشا، اوپانیشاد موندکه، اوپانیشاد ماندوکیه، و اوپانیشاد پرشنه. برخی از این اوپانیشادها منظوم‌اند و برخی دیگر منثور.
واژهٔ اوپانیشاد در لغت به‌معنای «نزدیک بنشین» است و به جلوس شاگرد نزد استاد هنگام دریافت آموزه‌های روحانی اشاره دارد.
تاریخ تقریر اوپانیشادها محل مناقشهٔ محققان است. بااین‌وجود می‌توان گفت که قدیمی‌ترین اوپانیشادها مثل اوپانیشاد بریهدآرنیکه و چاندوگیه متونی پیشابودایی‌اند و در برخی اوپانیشادها مثل شوتاشوتره و ماندوکیه تأثیر متون نخستین بودایی دیده می‌شود و می‌توان تاریخ تألیف آن‌ها را حدود ۵۰۰ قبل‌ازمیلاد دانست. هویت مؤلفان اوپانیشادها نیز مانند دیگر متون کهن سانسکریت معلوم نیست. به‌نظر مکان تقریر اوپانیشادهای نخستین در شمال هند بوده‌است.
اوپانیشادها، بااینکه متونی فلسفی‌اند که به وداها (کتب آیینی هندوئیسم) پیوست شده‌اند، در ذات خود با اعمال آیینی، «پرستش»، و «قربانی کردن» ضدیت دارند. خدایان بسیاری که در دیگر بخش‌های ادبیات ودایی شرح آن‌ها رفته‌است در اوپانیشادها به دو مفهوم آتمن (خویشتن) و برهمن (واقعیت غایی) تقلیل یافته‌اند. اختلاف شارحان اوپانیشادها بر رابطهٔ بین آتمن و برهمن سبب تشکیل سه مکتب اصلی ویدانته شده‌است که عبارتند از ویدانته ادویته (یکی بودن آتمن و برهمن)، ویشیشت‌ادویته (مشمول بودن آتمن در برهمن)، و دوایته (متمایز بودن آتمن از برهمن، که مکتبی خداباورانه محسوب می‌شود).
اوپانیشادها تا سال ۱۶۵۶ میلادی در دسترس غیرهندی‌ها نبود. در آن سال محمد داراشکوه فرزند شاه جهان و ممتاز محل ۵۰ اوپانیشاد را به فارسی ترجمه کرد. در سال ۱۸۰۱ میلادی انکتیل دوپرون این اثر را از فارسی به لاتین ترجمه کرد و موجب شناساندن اوپانیشادها به جهان غرب شد. این ترجمه توجه متفکران غربی را به این متون جلب کرد و فلاسفه‌ای چون شوپنهاور و شلینگ این آثار را مطالعه و تحسین کردند. هندشناسان معاصر نیز به بررسی تطابق برخی مفاهیم بنیادی در اوپانیشادها و فلسفه غربی پرداخته‌اند.

## ریشه‌شناسی
عبارت سانسکریت اوپانیشاد (از «اوپه» به‌معنای «نزدیک» + «نی-شَد» به‌معنای «بنشین») اشاره به جلوس شاگرد نزد استاد هنگام دریافت آموزه‌های روحانی دارد. در واژه‌نامهٔ سانسکریت مانیر-ویلیامز آمده است که «به گفتهٔ منابع معتبر محلی، اوپانیشاد به‌معنای پایان دادن به جهل به‌وسیلهٔ تجلّی معرفت روح عظمی است.»
شانکرا در شرحش بر اوپانیشادهای کته و بریهدآرنیکه می‌نویسد که اوپانیشاد به معنای آتماویدیه به‌معنای «دانش خویشتن» یا برهماویدیه به معنای «دانش برهمن [واقعیت غایی]» است. واژه اوپانیشاد در متن بسیاری از اوپانیشادها هم دیده می‌شود، از جمله در بند چهارم سیزدهمین مجلد از فصل نخست اوپانیشاد چاندوگیه. ماکس مولر و پل دوسن واژهٔ اوپانیشاد را در این متون به‌صورت «دکترین پنهان» برگردانده‌اند و رابرت ارنست هیوم آن را «معنای عرفانی» ترجمه کرده‌است. پاتریک آلیول هم معادل «ارتباطات پنهان» را برای آن برگزیده است.

## شکل‌گیری

### تألیف
هویت نگارندگان اوپانیشاد معلوم نیست. به‌گفتهٔ رادهاکرشنن، «هویت مؤلفان اغلب آثار ادبی کهن هندی مجهول است و ما نام مؤلفان اوپانیشاد را نمی‌دانیم.» اوپانیشادهای کهن ضمیمهٔ کهن‌ترین نوشته‌های آیین هندو یعنی وداهایند که سنتاً آپائوروشیه («نا-انسانی، ابرانسانی» یا «غیرشخصی، بدون نگارنده») دانسته می‌شوند. بنابر وداها، این آثار را ویشی‌ها (عالمان) ماهرانه و در پی خلاقیت ملهم ساخته‌اند، چنان‌که نجاری ارابه‌ای را می‌سازد.
برخی از آرای فلسفی در اوپانیشادهای نخستین را به عالمان معروفی چون یاجناوالکیا، اودالاکا آرونی، شوتاکتو، شاندیلیا، آیتریه، بالاکی، پیپالادا، و ساناتکومارا نسبت داده‌اند. از زنانی چون مایتریی و گارگی نیز در مناظره‌ها و پی‌نوشت‌های اوپانیشادهای نخستین نام برده شده است. همچنین استثنائاتی بر ناشناس بودن نگارندگان اوپانیشادها نیز هست، مثلاً در پایان اوپانیشاد شوتاشوتره نام شوتاشوترهٔ خردمند آمده است که نگارندهٔ آن محسوب می‌شود.
برخی محققان بر این باورند که اوپانیشادها در گذر زمان با یکدیگر آمیخته و گسترش یافته‌اند. در متن‌های نسخه‌های مختلف اوپانیشادهای یکسان که در مناطق مختلف آسیای جنوبی یا در زبان‌های غیرسانسکریت یافت شده‌است و همچنین در بدنهٔ متن هر اوپانیشاد تفاوت‌هایی در وزن، شیوه نگارش، دستور زبان، و ساختار هست و باور بر این است که متن‌های کنونی حاصل کار نگارندگان پرشماری باشد.

### تاریخچه
محققان از زمان تألیف اوپانیشادها اطمینانی ندارند. فیلسوف و شارح متون هندو استیون فیلیپس می‌گوید که بررسی تاریخ‌شناسی اوپانیشادهای نخستین عملی دشوار است، چرا که این کار با حدس زدن بر اساس شواهد محدود و تحلیل لحن کهن، شیوه‌شناسی، و تکراریات بین متون صورت می‌گیرد و بر فرضیاتی مبنی بر سیر تدوین و تکامل احتمالی ایده‌ها و تأثیر فلسفه‌های هندی بر یکدیگر استوار است. پاتریک آلیولِ هندشناس نیز می‌گوید «بر خلاف برخی ادعاها، تعیین تاریخی برای تألیف این اسناد [اوپانیشادهای نخستین] که از چند قرن دقیق‌تر باشد کاری است به پایداری خانه‌ای پوشالی.» برخی محققان بر آن بوده‌اند که با تحلیل مشابهات بین اوپانیشادهای هندو و متون بودایی، تاریخ تألیف اوپانیشادها را تعیین کنند.
پاترین آلیول تاریخ‌شناسی ذیل را برای اوپانیشادهای نخستین (یا اوپانیشادهای اصلی) پیشنهاد می‌کند:
- اوپانیشاد بریهدآرنیکه و چاندوگیه متونی پیشابودایی و قدیمی‌ترین اوپانیشادهایند و می‌شود زمان تألیف آنها را در قرون هفتم یا ششم قبل‌ازمیلاد (یک قرن این‌ور یا آن‌ورتر) دانست.[۲۷][۲۸]
- سه اوپانیشاد دیگر نثر (تیتریه، آیتریه، و کوشیتکی) نیز احتمالاً پیشابودایی‌اند و می‌توان آن‌ها در قرن ششم تا پنجم قبل‌ازمیلاد گذاشت.[۲۹]
- اوپانیشاد کنه قدیمی‌ترین اوپانیشاد منظوم است و پس از آن کته، ایشا، شوتاشوتره، و موندکه سروده شده‌اند. زمان سرایش این اوپانیشادها احتمالاً در چند قرن آخر قبل‌ازمیلاد بوده‌است.[۳۰]
- دو اوپانیشاد جدیدتر منثور، پرشنه و ماندوکیه، نمی‌توانند مدت زمان بسیاری پس از میلاد مسیح تألیف شده‌باشند.[۳۱][۲۴]

استیون فیلیپس تاریخ تألیف اوپانیشادهای نخستین را در بازهٔ زمانی ۸۰۰ تا ۳۰۰ پیش‌ازمیلاد می‌داند. به‌گفتهٔ او نظر غالب هندشناسان کنونی بر این است که اوپانیشادهای بریهدآرنیکه، چاندوگیه، ایشا، تیتریه، آیتریه، کنه، کته، موندکه، و پرشنه پیشابودایی و پیشاجِین‌اند و شوتاشوتره و ماندوکیه همزمان با ادبیات نخستین بودایی و آیین جین تألیف شده‌اند.
تألیف اوپانیشادهای متأخر (موسوم به «اوپانیشادهای کوچک»)، که تعدادشان به ۹۵ تا می‌رسد، از اواخر هزاره نخست پیش‌ازمیلاد تا میانهٔ هزارهٔ دوم میلادی صورت گرفته‌است.
گوین فلاد تاریخ تألیف بسیاری از بیست اوپانیشاد یوگا را در بازهٔ تاریخی ۱۰۰ تا ۳۰۰ میلادی می‌داند.
پاتریک آلیول و محققان دیگر برآنند که هفت تا از بیست اوپانیشاد شانایاشه احتمالاً زمانی بین قرون آخر هزارهٔ نخستین پیش‌ازمیلاد تا سال ۳۰۰ میلادی تألیف شده‌اند.
حدود نیمی از اوپانیشادهای شانایاشه را هم احتمالاً در قرون چهاردهم تا پانزدهم میلادی نوشته باشند.

### جغرافیا
باور بر این است که اوپانیشادهای نخستین در شمال هند تألیف شده‌اند. این منطقه از غرب با دره سند علیا، از شرق با دره گنگ سفلی، از شمال با دامنه‌های هیمالیا، و از جنوب با رشته‌کوه ویندیا محصور است.
محققان تا حد قریب‌به‌اطمینان بر این باورند که منطقه‌ای که اوپانیشادهای نخستین را تولید کرده مرکز برهمن‌گرایی باستان بوده و شامل کورو-پانچال و کوشل-ویدها و مناطق مجاور بلافاصلهٔ این‌ها می‌شده‌است.
مرزهای این منطقه دربرگیرنده مرزهای امروزی بیهار، نپال، اونار برادش، اوتارکند، هیماچال پرادش، هاریانا، شرق راجستان، و شمال مادیا پرادش است.
بااینکه مساعی پرشماری درجهت تعیین خاستگاه هرکدام از اوپانیشادها انجام شده‌است، نتایج این مساعی چندان مطمئن نیستند. ویتزل مرکز اتفاقات در اوپانیشاد بریهدآرنیکه را منطقهٔ ویدئا می‌داند، چراکه فرمانروای آن جاناکا در این اوپانیشاد نقشی بارز دارد.
اوپانیشاد چاندوگیه نیز احتمالاً در مناطق غربی شبه‌جزیره هند، شاید در کورو-پانچال تألیف شده‌است.
در قیاس با اوپانیشادهای اصلی، اوپانیشادهای جدید مضبوط در موکتیکه به منطقه‌ای کاملاً متفاوت و احتمالاً در جنوب هند تعلق دارند.
در فصل چهارم اوپانیشاد کوشیتکی، از منطقه‌ای به نام کاشی (بنارس امروزی) یاد شده‌است.

## طبقه‌بندی

### متون موکتیکه: اوپانیشادهای اکبر و اصغر
بیش از ۲۰۰ اوپانیشاد وجود دارد. یکی از این اوپانیشادها موسوم به موکتیکه (تألیف پیش از ۱۶۵۶ میلادی)
حاوی فهرستی از ۱۰۸ اوپانیشاد است
که موکتیکه خود آخرین اوپانیشاد این فهرست است. اوپانیشادهای این فهرست به دسته‌های شاکتی‌گرا، سانیاسه (زندگی رهبانی)، شیواگرا، ویشنوگرا، یوگا، و سامانیه (عمومی) تقسیم شده‌اند.
برخی اوپانیشادها تحت عنوان «فرقه‌گرا» دسته‌بندی شده‌اند، چرا که آرای مطرح‌شده در آن‌ها از منظر خدایی خاص در سنت هندو (مثل ویشنو، شیوا، شاکتی) یا مجموعه‌ای از خدایان خاص (مثل اوپانیشاد سکانده) ارائه شده‌است. این سنن در پی آن بودند که با «اوپانیشاد» و درنتیجه شروتی (وحی) نامیدن متون خود آنان را به‌عنوان متونی ودایی مطرح کنند.
اغلب این اوپانیشادهای فرقه‌گرا، مثل اوپانیشادهای رودراریدایا و ماهانارایان، این مفهوم را مطرح می‌کنند که همهٔ خدایان یکیند و جنبه‌ها و تجلی‌هایی از برهمن (مفهوم ودایی واقعیت متافیزیکی غایت قبل و بعد از آفرینش جهان) هستند.

### اوپانیشادهای موکیه (اصلی)

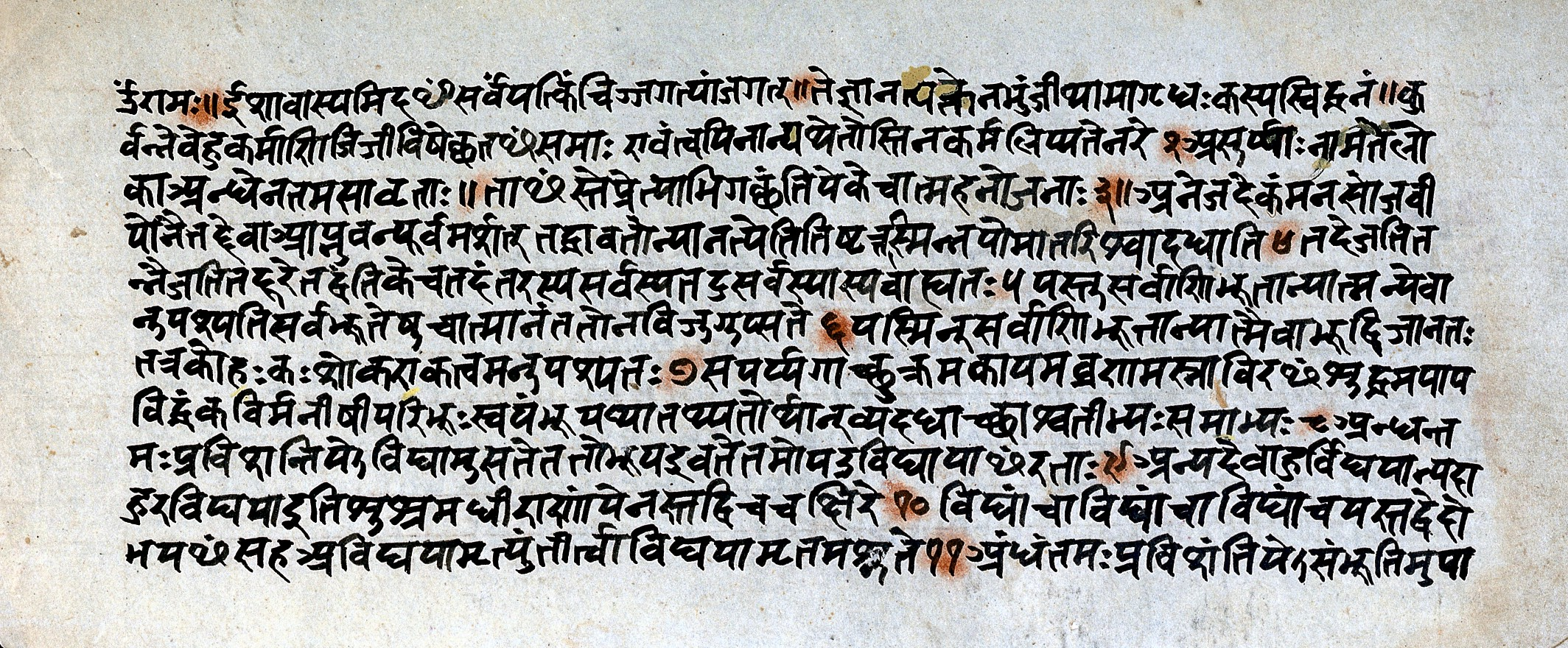
صفحه‌ای از یک نسخهٔ خطی اوپانیشاد ایشا

هر یک از اوپانیشادهای اصلی را می‌توان با یکی از شاکاها (مکاتب تفسیر یکی از چهار ودا) مرتبط دانست.
گفته می‌شود که شاکاهای بسیار وجود داشته‌اند که تنها کسری از آنها باقی مانده‌است. در قیاس با اوپانیشادهای اصلی، اوپانیشادهای جدید ارتباطی با متون اصیل ودایی ندارند، فلاسفهٔ مهم ویدانته بر آنها شرحی ننوشته‌اند، و زبان آنها با زبان اوپانیشادهای اصلی متفاوت است. زبان اوپانیشادهای جدید صریح‌تر است و مکنونات کمتری دارد، و درنتیجه خواندن و درک آن‌ها برای خوانندهٔ امروزی سهل‌تر است.
| ودا       | سمیتا (نسخ)    | شاکا (مکتب تفسیری)       | اوپانیشاد اصلی                         |
| --------- | -------------- | ------------------------ | -------------------------------------- |
| ریگ‌ودا    | تنها یک نسخه   | شاکالا                   | اوپانیشاد آیتریه                       |
| ساماودا   | تنها یک نسخه   | کائوتوما                 | اوپانیشاد چاندوگیه                     |
| ساماودا   | تنها یک نسخه   | جایمینیا                 | اوپانیشاد کنه                          |
| ساماودا   | تنها یک نسخه   | رانایانیه                |                                        |
| یجورودا   | کریشنا یجورودا | کته                      | اوپانیشاد کته                          |
| یجورودا   | کریشنا یجورودا | تیتریه                   | اوپانیشاد تیتریه                       |
| یجورودا   | کریشنا یجورودا | میتری                    |                                        |
| یجورودا   | کریشنا یجورودا | هیرانیاکشی (کاپیشتاهالا) |                                        |
| یجورودا   | کریشنا یجورودا | کته‌که                    |                                        |
| یجورودا   | شوکله یجورودا  | واجاسانیی مادهیاندینا    | اوپانیشاد ایشا و اوپانیشاد بریهدآرنیکه |
| یجورودا   | شوکله یجورودا  | کانوا                    |                                        |
| آتارواودا | دو نسخه        | شائوناکا                 | اوپانیشاد ماندوکیه و اوپانیشاد موندکه  |
| آتارواودا | دو نسخه        | پایپالادا                | اوپانیشاد پرشنه                        |

### اوپانیشادهای جدید
فهرست ثابت و شاملی از اوپانیشادها وجود ندارد، چرا که اوپانیشادهای جدیدی افزون بر اوپانیشادهای موکتیکه هنوز هم کشف یا تألیف می‌شوند.
برای مثال در سال ۱۹۰۸ میلادی فردریش شریدر چهار اوپانیشاد جدید را کشف کرد که با عناوین باشکاله، چاگالیه، آرشیه، و سائوناکه شناخته می‌شوند. شریدر این اوپانیشادها را، که متون سه تای آن‌ها به‌دلیل نگهداری نامناسب ناقص و نارسا است، مربوط به دورهٔ نخست اوپانیشادهای منثور می‌دانست.
اوپانیشادهای کهن جایگاهی والا در سنن هندو دارند و ازین رو نگارندگان برخی از آثار فرقه‌گرا تلاش کرده‌اند با «اوپانیشاد» نامیدن آثار خود ازین جایگاه سود ببرند.
شمار این «اوپانیشادهای جدید» به صدها عدد می‌رسد و موضوعشان از فیزیولوژی
گرفته تا وارستگی از تعلقات دنیوی
تا نظریات فرقه‌گرایانه متنوع است.
این آثار بین قرن آخر پیش‌ازمیلاد و اوایل قرون جدید (حدود ۱۶۰۰ میلادی) تألیف شده‌اند.
بااینکه بیش از بیست و چهار تا از اوپانیشادهای جدید پیش از قرن سوم میلادی نوشته شده‌اند،
بیشتر آثاری که نام «اوپانیشاد» را یدک می‌کشند به نیمهٔ نخست هزارهٔ دوم میلادی تعلق دارند.
این آثار متون ودایی نیستند و در برخی از آن‌ها از موضوعاتی که در اوپانیشادهای ودایی از آن‌ها سخن رفته‌است خبری نیست.
برای مثال موضوع غالب اوپانیشادهای اصلی شاکتی‌گرا تفاوت‌های نظری و تفسیری بین دو فرقهٔ اصلی اوپاسانای شری ویدیه (شکل مهم تانترایی شاکتی‌پرستی) است.
فهرست‌های بسیط اوپانیشادهای شاکتی‌گرا با هم متفاوت است و بیانگر فرقهٔ مؤلف فهرست است، بنابراین نمی‌تواند شاهدی بر جایگاه تانترایی اوپانیشاد باشد.
محتوای تانترایی این متون نیز موقعیت آن را برای فرقه‌های غیرتانترایی تضعیف کرده‌است.
اوپانیشادهای جدید شروتی (وحی) محسوب نمی‌شوند و اعتبار آن‌های به عنوان متون آیینی هندو پذیرفته نشده‌است.

## ارتباط با وداها
هر یک از اوپانیشادها با یکی از چهار ودا (ریگ‌ودا، ساماودا، یجورودا (که دو نسخه [یا سمیتا] از آن هست: کریشنا یجورودا و شوکله یجورودا)، و آتارواودا) مرتبطند.
امروزه اوپانیشادهای باستانی، که ضمیمهٔ وداها بوده‌اند، از لایه‌های متون ودایی براهمنه‌ها و آرنیکه‌ها جدا شده و در گلچین‌هایی از اوپانیشادها جمع‌آوری شده‌اند.
این گلچین‌ها، که تعداد زیادی از آن‌ها هست، در اوپانیشادهای مشمول و چگونگی اختصاص اوپانیشادهای جدید به وداهای کهن با یکدیگر تفاوت دارند. در جنوب هند، گلچین‌های مبتنی بر فهرست اوپانیشاد موکتیکه (که مشتمل بر ۱۰۸ اوپانیشاد است) و به زبان تلوگو تا قرن نوزدهم به معمول‌ترین مجموعه‌ها بدل شده‌بودند.
در شمال هند، گلچینی مشتمل بر ۵۲ اوپانیشاد معمول‌تر است.
فهرست ۱۰۸ اوپانیشادی موکتیکه ۱۳ اوپانیشاد نخست را در گروه موکیه،
۲۱ اوپانیشاد را در گروه سامانیه (برای عموم)، ۲۰ اوپانیشاد را در گروه سانیاسه (زندگی رهبانی)،
۱۴ اوپانیشاد را در گروه ویشنوگرا، ۱۲ اوپانیشاد را در گروه شیواگرا، ۸ اوپانیشاد را در گروه شاکتی‌گرا، و ۲۰ اوپانیشاد را در گروه یوگا دسته‌بندی می‌کند.
۱۰۸ اوپانیشاد فهرست موکتیکه در جدول زیر آمده‌اند.
اوپانیشادهای موکیه مهم‌ترین اوپانیشادها هستند و با زمینهٔ زردرنگ متمایز شده‌اند.
| ودا             | تعداد | موکیه                                                                 | سامانیه (برای عموم) | سانیاسه (زندگی رهبانی) | شاکتی‌گرا                                                                  | ویشنوگرا | شیواگرا | یوگا |
| --------------- | ----- | --------------------------------------------------------------------- | --- | --- | ------------------------------------------------------------------------- | --- | --- | --- |
| ریگ‌ودا          | ۱۰    | اوپانیشاد آیتریه، اوپانیشاد کوشیتکی                                   | اوپانیشاد آتمابودا، اوپانیشاد مودگالا                                                                                                   | اوپانیشاد نیروانا | اوپانیشاد تریپورا، اوپانیشاد ساوبهاگیا-لاکشمی، اوپانیشاد باهوریچا         | - | اوپانیشاد آکسمالیکا | اوپانیشاد نادا بیندو |
| ساماودا         | ۱۶    | اوپانیشاد چاندوگیه، اوپانیشاد کنه                                     | اوپانیشاد واجراسوچی، اوپانیشاد ماها، اوپانیشاد ساویتری                                                                                  | اوپانیشاد آرونیا، اوپانیشاد میتری، اوپانیشاد بریهات-سانیاسه، اوپانیشاد کاندیکا (لاگهو سانیاسه)                                       | -                                                                         | اوپانیشاد واسودوا، اوپانیشاد آویاکتا | اوپانیشاد رودراکسا، اوپانیشاد جابالی                                                                                                | اوپانیشاد یاگاچودامانی، اوپانیشاد دارشانا |
| کریشنا یجورودا  | ۳۲    | اوپانیشاد تیتریه، اوپانیشاد کته، اوپانیشاد شوتاشوتره، اوپانیشاد میتری | اوپانیشاد سارواسارا، اوپانیشاد شوکاراهاسیا، اوپانیشاد اسکاندا، اوپانیشاد گاربها، اوپانیشاد شاریراکا، اوپانیشاد اکاکسارا، اوپانیشاد آکشی | اوپانیشاد برهما، (لاگهو، برهاد) اوپانیشاد آوادهوتا، اوپانیشاد کاتهاشوروتی                                                            | اوپانیشاد ساراسوتی راهاسیا                                                | اوپانیشاد نارایانا، اوپانیشاد کالی-سانتارانا | اوپانیشاد کالوالیا، اوپانیشاد کالاگنی رودرا، اوپانیشاد داکشینمورتی، اوپانیشا رودراهاردایا، اوپانیشاد پانکابراهما                    | اوپانیشاد آمریتابیندو، اوپانیشاد تجوبیندو، اوپانیشاد آمریتانادا، اوپانیشاد کشوریکا، اوپانیشاد دهویانبیندو، اوپانیشاد برهماویدیا، اوپانیشاد یوگاتاتوا، اوپانیشاد یوگاشیکا، اوپانیشاد کندالینی یوگا، اوپانیشاد واراها |
| شوکله یجورودا   | ۱۹    | اوپانیشاد بریهدآرنیکه، اوپانیشاد ایشا                                 | اوپانیشاد سوبالا، اوپانیشاد مانتریکا، اوپانیشاد نیرالامبا، اوپانیشاد پاینگالا، اوپانیشاد ادهیاتما، اوپانیشاد موکتیکه                    | اوپانیشاد جابالا، اوپانیشاد پاراماهامسا، اوپانیشاد بهیکشوکا، اوپانیشاد توریاتیتاواتهوتا، اوپانیشاد یاجناوالکیا، اوپانیشاد شاتیایانیا | -                                                                         | اوپانیشاد تاراسارا | - | اوپانیشاد ادوایاتاراکا، اوپانیشاد هامسا، اوپانیشاد تریشیکیبرهمانا، اوپانیشاد ماندالابرهمانا |
| آتارواودا       | ۳۱    | اوپانیشاد موندکه، اوپانیشاد ماندوکیه، اوپانیشاد پرشنه                 | اوپانیشاد آتما، اوپانیشاد سوریا، اوپانیشاد پراناگنیهوترا                                                                                | اوپانیشاد آسراما، اوپانیشاد ناراداپاریوراجاکا، اوپانیشاد پاراماهامسا پاریوراجاکا، اوپانیشاد پارابراهما                               | اوپانیشاد سیتا، اوپانیشاد دوی، اوپانیشاد تریپوراتاوینی، اوپانیشاد بهاوانا | اوپانیشاد نریشما تاپانیا، اوپانیشاد ماهانارایانا، اوپانیشاد راماراهایسا، اوپانیشاد راماتاپانیا، اوپانیشاد گوپالا تاپانی، اوپانیشاد کریشنا، اوپانیشاد هایاگریوا، اوپانیشاد داتاتریا، اوپانیشاد گارودا | اوپانیشاد آتهاروشیراس، اوپانیشاد آتهارواشیکا، اوپانیشاد بریهاج‌جابالا، اوپانیشاد شارابها، اوپانیشاد بهامساجابالا، اوپانیشاد گاناپاتی | اوپانیشاد شاندیلیا، اوپانیشاد پاشوپاتابراهما، ماهاواکیا |
| جمع اوپانیشادها | ۱۰۸   | ۱۳                                                                    | ۲۱ | ۱۹ | ۸                                                                         | ۱۴ | ۱۳ | ۲۰ |

## فلسفه

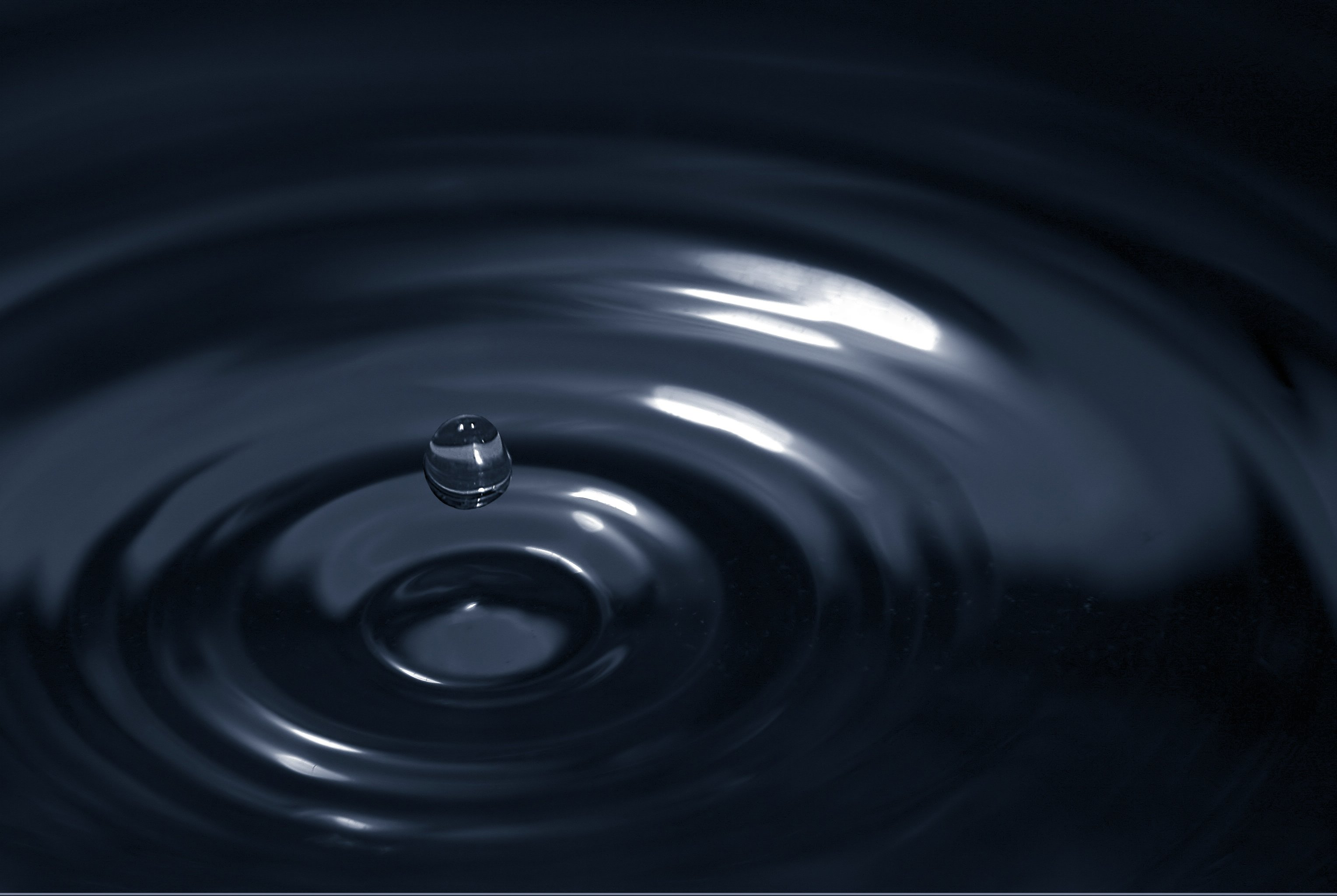
اثر یک قطرهٔ آب، تمثیلی معمولی برای مفاهیم برهمن و آتمن.

### اصول کلی
شاخصهٔ جهان معاصر اوپانیشادها چندگانگی جهان‌بینی‌ها بود. درحالی‌که برخی اوپانیشادها «یگانه‌گرا» هستند دیگر اوپانیشادها مثل اوپانیشاد کته «دوگانه‌گرا» محسوب می‌شوند.
اوپانیشاد میتری از اوپانیشادهایی است که به سوی دوگانه‌گرایی میل می‌کند و ازین‌رو مکاتب سامخیا و یوگای کلاسیک هندو را در تقابل با مکاتب ویدانتهٔ اوپانیشادهای غیردوگانه‌گرا قرار می‌دهد.
به گفتهٔ آلیول، تلاش برای یافتن یک مفهوم فلسفی واحد در همهٔ اوپانیشادها تلاشی است بیهوده.
به گفتهٔ ساروپالی رادهاکرشنن، اوپانیشادها از زمان پیدایششان زندگی، دین، و فلسفهٔ هندی را تحت تسلط خود درآورده‌اند.
جایگاه اوپانیشادها نه در اعتبار ودایی (شروتی بودن) آن‌ها بلکه در انگیزشی بودن مفاهیم روحانی آن‌ها است.
اوپانیشادها رساله‌هایی در باب دانش برهمن (دانش واقعیت مکنون) اند و باور فلسفی آن‌ها بر این است که «دستیابی به حقیقت با تلاشی صرفاً فردی ممکن است.»
رادهاکرشنن می‌گوید که در اوپانیشادها دانش راهی برای آزادی و فلسفه‌ای عملی برای جستجوی خرد است.
بخش‌های از اوپانیشادها در باب نظریاتی فلسفی هستند که شالودهٔ سنن هندی را تشکیل می‌دهند. برای مثال، اوپانیشاد چاندوگیه شامل یکی از نخستین موارد ذکر آهیمسا (اصل عدم توسل به خشونت) به عنوان مفهومی اخلاقی است.
از مفاهیم اخلاقی دیگر از جمله داما (خویشتن‌داری)، ساتیا (راستگویی)، دانا (نیکوکاری)، آرجاوا (بی‌ریایی)، و دایا (دلسوزی) در اوپانیشادهای کهن و اوپانیشاد متأخر بحث رفته‌است.
اصل کارما نیز در قدیمی‌ترین اوپانیشاد یعنی اوپانیشاد بریهدآرنیکه مطرح شده‌است.

### شکل‌گیری آرا
درحالی‌که سروده‌های وداها (سمیتاها) بر اعمال آیینی تأکید دارند و براهمنه‌ها راهنماهایی برای این اعمال آیینی هستند، اوپانیشادها در ذات خود با اعمال آیینی ضدیت دارند.
اوپانیشادهای کهن‌تر بر اعمال آیینی نقدهایی شدید را وارد می‌دارند. در اوپانیشاد بریهدآرنیکه کسانی که الوهیتی به جز «خویش» را پرستش می‌کنند «احشام خدایان» خوانده شده‌اند. اوپانیشاد چاندوگیه نیز کسانی را که به عمل قربانی کردن می‌پردازند با تشبیه به کاروانی از سگانِ «اُم! بیایید بخوریم! اُم! بیایید بنوشیم!» -گو به باد تمسخر می‌گیرد.
در اوپانیشاد کوشیتکی آمده‌است که «اعمال آیینی بیرونی چون آگنیوترا که در صبح یا شب ادا می‌شود باید با آگنیوترای درونی جایگزین شود که عمل آیینی درون‌نگری است» و «فرد باید دانش را بجوید و نه اعمال آیینی را.»
اوپانیشاد موندکه این امر را مطرح می‌کند که «ندای وظیفه و وعدهٔ پاداش به انسان برای انجام قربانی، نذر، و اعمال زاهدانه او را به انجام این‌ها گمراه کرده‌است.»
موندکه همچنین عنوان می‌دارد که کردار موعظه‌گران و مؤدیان این اعمال بیهوده و ابلهانه است، چرا که اثری در زندگانی و وضعیت پس‌ازمرگ ایشان ندارد، به آن می‌ماند که کوری عصاکش کور دگر شود، نشان غرور، علم توخالی، و جان‌سنگینی جاهلانه و کودکانه است و امری است بیهوده.
بنابر اوپانیشاد میتری:
هدف از ادای همهٔ قربانی‌ها، که شرح آن‌ها در میتری-برهمانا آمده‌است، به‌دست دادن دانشی از برهمن و آماده‌سازی انسان برای مراقبت است. پس بادا که چنین انسانی، که آن آتش‌ها را شعله‌ور کرده‌است، به مراقبت در خویش بپردازد و کامل و شامل شود.— اوپانیشاد میتری
جایگزین و نقطهٔ مقابلی برای اعمال آیینی در اوپانیشادهای کهن ارائه نشده‌است. گاه این اوپانیشادها مفاهیم مطرح‌شده در آرنیکه‌ها (بخش از وداها که به متون مذهبی مخصوص زاهدان اختصاص دارد) را گسترش داده‌اند و اعمال آیینی را تمثیلی دانسته‌اند و به آن‌ها معنایی فلسفی داده‌اند. برای مثالِ، اوپانیشاد بریهدآرنیکه آشوامدا (عمل قربانی کردن اسب) را تمثیلی تفسیر می‌کند و می‌گوید که با قربانی کردن اسب، فرد می‌تواند به سلطنت بر زمین برسد،
و در ادامه عنوان می‌کند که تنها با وارستگی از دنیا (که در تصویر اسب مجسم شده‌است) می‌توان به خودکفایی روحانی دست یافت.
به همین ترتیب، اوپانیشادها ایزدان ودایی مثل آگنی، آدیتیا، ایندرا، رودرا، ویشنو، برهما و دیگران را معادل برهمن-آتمن نامیرا و اعظم اوپانیشادی دانسته‌اند و خدا، که مترادف «خویش» است، همه‌جاحاضر و ذات درونی هر انسان و هر موجود زنده محسوب می‌شود.
در اوپانیشادها اکام سات (واقعیت یکتا) به اکام ودا آتویتیام (یکتای بدون دومی) تبدیل می‌شود،
و برهمن-آتمن و دستیابی به «خویش» به‌عنوان راهی برای موکشا (آزادی، در این دنیا و پس‌ازمرگ) شکل می‌گیرد.
به باور جایاتیلِکه، مؤلفان متون اوپانیشاد به دو دسته تقسیم می‌شوند.
گروه نخست، که مؤلفان اوپانیشادهای نخستین و برخی از اوپانیشادهای میانه و جدید بودند، عالمان متافیزیکی بودند که از تجربیات حسی و برهان‌های عقلی استفاده می‌بردند تا نظریات و حدسیات فلسفی خود
را به‌شکلی منسجم بیان کنند. گروه دوم، که مؤلفان بسیاری از اوپانیشادهای میانه و جدید بودند، نظریاتشان را بر اساس یوگا و تجربیات شخصی بیان کرده‌اند.
بااین‌حال جایاتیلکه می‌گوید که اوپانیشادهای نخستین کاملاً خالی از فلسفه و مساعیات یوگا نیستند.
جایاتیلکه همچنین بیان می‌کند که شکل‌گیری تفکر اوپانیشادهای نخستین در تقابل با تفکر بودایی قرار دارد، چرا که در اوپانیشادهای نخستین فرض بر وجود روح (آتمن) و در تفکر بودایی فرض بر عدم وجود روح (آناتا) است.

### برهمن و آتمن
در اوپانیشادها، دو مفهوم برهمن و آتمن از همهٔ مفاهیم دیگر اهمیتی والاتر دارند.
برهمن به‌معنای واقعیت غایی است و آتمن به‌معنای «خویش» فردی (روح).
برهمن علت مادی، صوری، فاعلی، و غایی تمامی موجودات است.
برهمن حقیقت جاودان، بی‌کران، بی‌جنسیت، و نافذ است و رستگاری‌ای است که تغیّر نمی‌یابد ولی علت همهٔ تغییرات است.
برهمن «منبع بی‌کران، بافت، هسته، و قسمت هستی آشکار و نهان است و جهان از آن هستی گرفته‌است.» به گفتهٔ پل دوسن، در آیین هندو برهمن «اصل خلاقی است که در همهٔ جهان حقیقت یافته‌است.»
واژهٔ آتمن به‌معنای «خویشِ» درونی، روح، و روان جاودان فرد و همهٔ موجودات زنده (از جمله حیوانات و درختان) است.
آتمن مفهومی محوری در اوپانیشادها است و «آتمن خویش را بشناس» مرکزیت مضمونی و محتوایی این متون است.
بنابر اوپانیشادها، هستهٔ درونی شخص آتمن (خویش یا روح) است و نه بدن او یا ذهن او یا «من» (نفس یا ایگو) او.
آتمن ماهیت روحانی همهٔ موجودات و وجود ماهوی واقعی و درونی آنها است.
آتمن جاودان و بی‌زمان است و آن چیزی است که فرد در عمیق‌ترین سطح وجودش است.
آتمن موضوع غالب اوپانیشادها است، ولی این متون دو مضمون متمایز را در مورد این مفهوم مطرح می‌کنند.
اوپانیشادهای متأخر آتمن را با برهمن (واقعیت والا، اصل همگانی، وجود-آگاهی-رستگاری) یکی می‌دانند، در حالیکه اوپانیشادهای کهن می‌گویند آتمن بخشی از برهمن است ولی با آن یکی نیست.
برهما سوتره اثر بادارایانا (حدود ۱۰۰ پیش‌ازمیلاد) این نظریات نسبتاً متضاد را در هم آمیخت و آن‌ها را با هم متحد کرد.
به‌گفتهٔ ناکامورا، برهما سوتره آتمن و برهمن را هم متفاوت می‌دانند و هم نامتفاوت. این دیدگاه بعدها به بدابدا موسوم شد.
به‌گفتهٔ کالر، در برهما سوتره آتمن و برهمن در برخی جوانب به‌ویژه در وضعیت جاهلیت با هم متفاوتند، ولی در سطوح عمیق‌تر و در وضعیت «درک نفس» و پس از دستیابی به حقیقت خویش یکی (نامتفاوت) هستند.
این مناظرهٔ کهن منجر به پیدایش چندین نظریهٔ دوگانه‌گرا و نادوگانه‌گرا در آیین هندو شده‌است.

### واقعیت و مایا
بنابر ماهادوان، در اوپانیشادها از برهمن-آتمن (که خود ذاتی یگانه است) به دو گونهٔ متفاوت یاد شده‌است: در یکی برهمن-آتمن نادوگانه بستر جامع جهان است و در دیگری واقعیت حسی و متغیر یک وَهم (مایا) است.
اوپانیشادها جهان و تجربهٔ انسانی را به‌عنوان درهم‌کنش پوروشنا (اصول جاودان و نامتغیر، خودآگاهی) و پراکریتی (جهان مادی، متغیر، و وابسته به زمان) توصیف می‌کند.
اولی به شکل آتمن (روح، خویش) و دومی به مایا بروز می‌یابند. بنابر اوپانیشادها معرفت بر آتمن «دانش حقیقی» (ویدیه) و معرفت بر مایا «نا-دانش حقیقی» (آویدیه) است.
هنریک وروم می‌گوید که مایا، با اینکه در اوپانیشادها «وَهم ترجمه شده‌است، ارتباطی با توهم معمولی ندارد. اینجا وهم به این معنا نیست که جهان واقعیت ندارد و صرفاً ساختهٔ تخیل آدمی است. مایا به این معنا است که جهان آنچنان که به چشم می‌آید نیست و تجربیات فرد از جهان در جهت درک دات حقیقی گمراه‌کننده است.»
به‌گفتهٔ وندی دانتجر، «این سخن که جهان وهم (مایا) است به‌این معنا نیست که جهان واقعی نیست، بلکه به‌این معنا است که جهان چنان‌که می‌نماید نیست و چیزی است که دائماً در حال شدن است. مایا نه‌تنها فرد را دربارهٔ چیزی که فرد فکر می‌کند می‌داند فریب می‌دهد، بلکه به شکلی بنیانی‌تر دانش او را محدود می‌کند.»
در اوپانیشادها مایا واقعیت متغیر و صوری است که در کنار برهمن (واقعیت حقیقی و مکنون) وجود دارد.
مایا مفهومی مهم در اوپانیشادهاست و این متون بیان می‌دارند که مایا انسان را در راه رسیدن به رستگاری و خودآگاهی آزادی‌بخش گمراه، گیج، و نامطمئن می‌سازد.

## مکاتب ویدانته

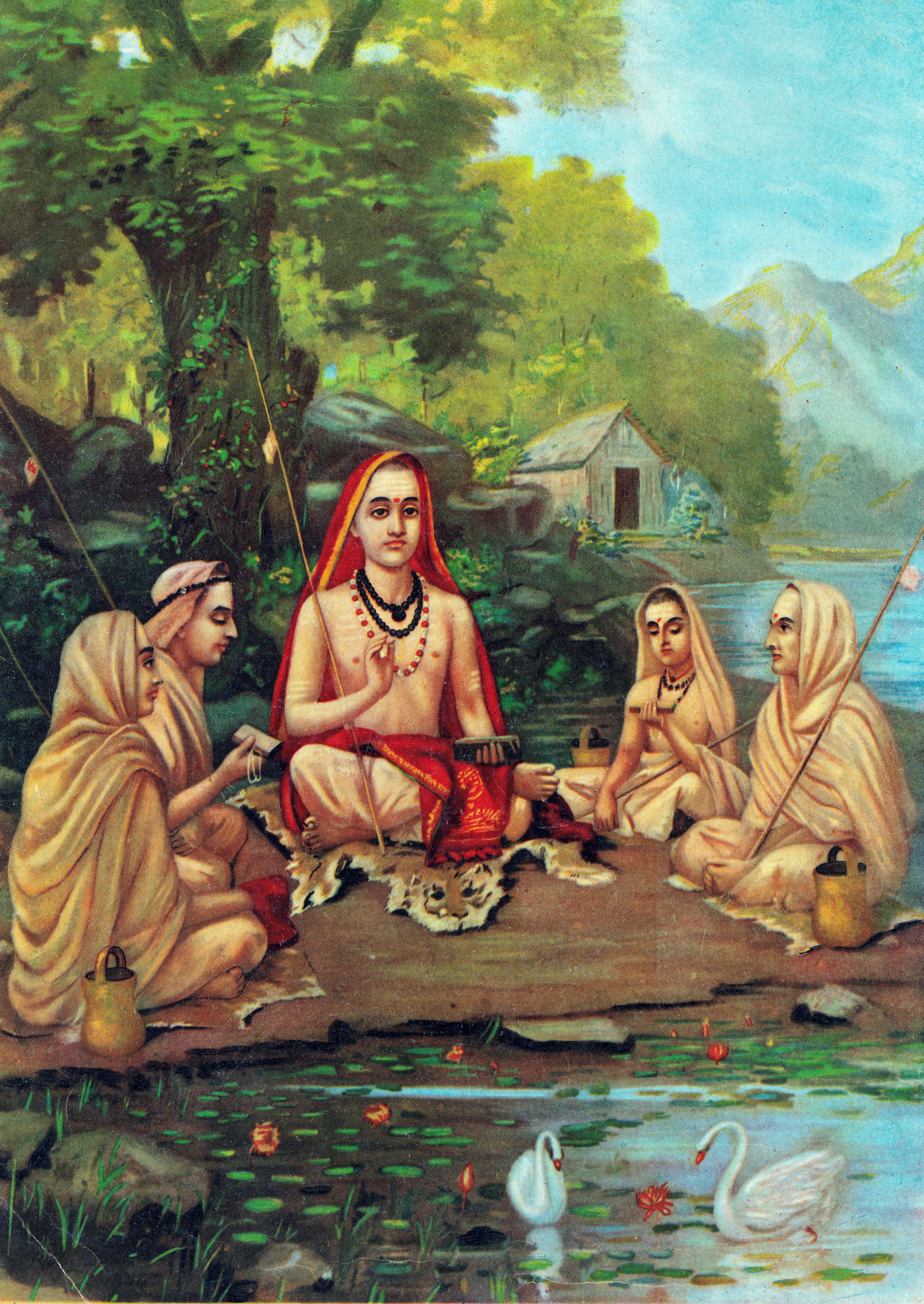
شانکرا، مبلغ ویدانته ادویته شارح اوپانیشاد

اوپانیشادها یکی از سه منبع اصلی در همهٔ مکاتب ویدانته است (دو منبع دیگر برهما سوتره و بهگود گیتایند).
به‌دلیل گستردگی آموزه‌های فلسفی اوپانیشادها، شرح‌های مختلفی از آن در دست است. مکاتب مختلف ویدانته در تلاشند تا رابطهٔ بین آتمن و برهمن و رابطهٔ بین برهمن و جهان هستی را معین کنند.
نام این مکاتب از آرای هر کدام از آنها دربارهٔ رابطهٔ بین آتمن و برهمن گرفته شده‌است:
- بنا بر ویدانته ادویته، بین برهمن و آتمن تفاوتی نیست؛[۱۳۸]
- بنا بر ویشیشت‌ادویته، جیوآتمن بخشی از برهمن است و درنتیجه به آن شبیه است، ولی با آن همسان نیست؛
- و بنا بر دوایته، روح هر فرد (جیوآتمن‌ها) و ماده هستی‌هایی جدا از هم و نامیرایند.

از دیگر مکاتب ویدانته می‌توان به دوایته‌دوایتهٔ نیمبارکا، سوداوایتای ولابها، و آسینتیا بدابدای چایتانیا اشاره کرد.

### ویدانته ادویته
ادویته در لغت به معنی نا-دوگانگی است و ساختار تفکری یگانه‌انگارانه محسوب می‌شود.
این مکتب بر اساس رابطهٔ نا-دوگانهٔ بین برهمن و آتمن بنا شده‌است. ادویته تأثیرگذارترین خرده‌مکتب مکتب ویدانته در فلسفهٔ هندو است.
گوداپادا نخستین کسی بود که اصول ادویته را توصیف کرد. این اصول در شرحی آمده‌اند که او بر برخی از احکام متناقض در اوپانیشادها نوشت.
بعدها در قرن هشتم میلادی شانکرا به توسعهٔ اصول ادویته گوداپادا پرداخت.
به گفتهٔ کینگ، اثر برجستهٔ گوداپادا، ماندوکیه کاریکا، مملو از عبارات بودایی است و از تمثیل‌ها و برهان‌های این فلسفه استفاده می‌کند.
کینگ همچنین می‌گوید که بین نوشته‌های شانکرا و برهما سوتره تفاوت‌های واضحی هست،
و بسیاری از آرای شانکرا در تضاد با احکام اوپانیشادها قرار دارند.
از سوی دیگر رادهاکرشنن می‌گوید که برداشت شانکرا منطبق بر برهما سوتره و اوپانیشادها است،
و بسیاری از آن‌ها مستقیماً از اوپانیشادها مشتق شده‌اند.
شانکرا در شرحش بر فلسفهٔ ویدانتهٔ ادویته برای توضیح تفاوت اصلی بین هندوگرایی و بوداگرایی از زبان اوپانیشادهای اصیل استفاده می‌کند و می‌گوید که در هندوگرایی آتمن (روح، خویشتن) وجود دارد ولی در بوداگرایی روح و خویشتنی نیست.
شانکرا ماهیت آتمن و برهمن را به‌عنوان حقایق مقدس با چهار جمله از اوپانیشادها ادا می‌کند. این چهار جمله به مهاواکیاس (اظهارات کبیر) موسومند و عبارتند از:
- «پرچنیانام برهما.» - «خودآگاهی برهما است.» (اوپانیشاد آیتریه)[۱۵۴]
- «اهم برهماسمی.» - «من برهمایم.» (اوپانیشاد بریهدآرنیکه)[۱۵۵]
- «تت توأم اسی.» - «آن تویی.» (اوپانیشاد چاندوگیه)[۱۵۶]
- «آیاماتما برهما.» - «این آتمن برهمن است.» (اوپانیشاد ماندوکیه)[۱۵۷]

با اینکه مواضع فلسفی اوپانیشادها در طیف گسترده‌ای قرار می‌گیرند، بیشتر شارحان پس از شانکرا مانند او بر یگانه‌انگاری ایدئالیست اتفاق نظر داشته‌اند.

### ویشیشت‌ادویته
دومین مکتب ویدانته ویشیشت‌ادویته است که سری رامانجو (‏۱۰۱۷—۱۱۳۷ میلادی) آن را بنیان گذاشت که از مخالفان شانکرا و مکتب ادویته بود.
ویشیشت‌ادویته فلسفه‌ای ترکیبی است که ساختار فکری یگانه‌انگار ادویته و فلسفهٔ خداباورانهٔ دوایته را به هم پیوند می‌زند.
سری رامانجو مکرراً به اوپانیشادها ارجاع می‌داد و مدعی بود که ویشیشت‌ادویته ریشه در اوپانیشادها دارد.
تفسیر ویشیشت‌ادویته از اوپانیشادها نوع محدودی از یگانه‌انگاری است.
به گفتهٔ جنین فاولر سری رامانجو بر آن بود که اوپانیشادها نظریهٔ مبنی بر دوگانگی بدن و روح به دست می‌دهند که در آن برهمن در همه چیز هست و با این حال جدای از و فرای همه چیز، روح یا فرمانروای درونی و نامیرا است.
بنابر مکتب ویشیشت‌ادویته کیفیت روح هر فرد با کیفیت برهمن یکی است اما کمیت آن از کمیت برهمن جداست.
در مکتب ویشیشت‌ادویته، به اوپانیشادها به عنوان آموزندهٔ یک ایشوار (ویشنو) نگاه می‌شود که کرسی همهٔ صفات برتر است و همهٔ جهان قابل مشاهده بدن خدایی است که در همه چیز هست.
تأکید این مکتب بر عبادت و تذکار دائمی زیبایی و عشق به خدای شخصی است. این امر در نهایت فرد را به یکی شدن با برهمن انتزاعی رهنمون می‌کند.
به گفتهٔ فاولر، برهمن اوپانیشادها در تفسیر رامانجو یک حقیقت زنده و «آتمنِ همه چیز و همهٔ موجودات» است.

### دوایته
سومین مکتب ویدانته دوایته است که مادهواچاریا (‏۱۱۹۹—۱۲۹۸میلادی) آن را بنیان گذاشت.
دوایته برداشتی به‌شدت خداباورانه از اوپانیشادها محسوب می‌شود.
مادهواچاریا نیز مانند شانکرا و رامانجو مدعی بود که دوانته ویدانته خداگرایانهٔ او ریشه در اوپانیشادها دارد.
به گفتهٔ فاولر، مکتب دوایته بر آن است که «هنگامی که اوپانیشادها از برهمن بودن روح سخن می‌گویند منظور شباهت است و نه این‌همانی.»
مادهواچاریا آموزه‌های اوپانیشاد را مبنی بر یکی شدن با برهمن به صورت «وارد شدن به برهمن» تفسیر می‌کرد و آن را به یکی شدن قطره با دریا تشبیه می‌کرد. این امر در مکتب دوایته به معنای دوگانگی و وابستگی بین آتمن و برهمن است. به باور مادهواچاریا برهمن در اوپانیشاد حقیقتی متمایز، والا، و مستقل است و آتمن تنها برهمن را به شکلی فرودستانه، محدود و وابسته تداعی می‌کند.
مکتب ویشیشت‌ادویته رامانجو و مکتب ادویتهٔ شانکرا هر دو مکاتب ویدانته‌ای نا-دوگانه‌گرا هستند و بر آنند که همهٔ روح‌ها می‌توانند به آزادی و رستگاری دست یابند،
ولی مکتب دوایتهٔ مادهواچاریا می‌گوید که روح‌ها تا ابد محکوم به سرنوشتند.

## ترجمه‌ها
اوپانیشادها به زبان‌های مختلفی از جمله فارسی، ایتالیایی، اردو، فرانسوی، لاتین، آلمانی، هلندی، لهستانی، ژاپنی، اسپانیایی، و روسی ترجمه شده‌اند.

### ترجمه به فارسی
… و چون اپنکهت که سر پوشیدنی است حاصل این کتاب است و آیت‌های قرآن مجید بعینه در آن یافت می‌شود پس بتحقیق که کتاب مکنون این کتاب قدیم باشد و ازین این فقیر را نادانسته‌ها دانسته و تا فهمیده‌ها فهمیده شد و وقت شروع در ترجمه ار مصحف قرآن مجید فال گشود و سوره اعراف برآمد که اول آن این است المص کِتابٌ أُنْزِلَ إِلَیْکَ فَلا یَکُنْ فِی صَدْرِکَ حَرَجٌ مِنْهُ لِتُنْذِرَ بِهِ وَ ذِکْری لِلْمُؤْمِنِینَ و بغیر از منتفع شدن خود و اولاد خود و دوستان خود و طالبان حتی مطلبی و مقصدی نبود و سعادتمندی که غرض شوم را گذاشته خالصا لوجه الله این ترجمه را که بسراکبر موسوم گشته ترجمه کلام الهی دانسته ترک تعقیب نموده بخواند و بفهمد بیزوال و بیخوف و بی‌اندوه و رستگار و موید خواهد شد.

از مقدمهٔ داراشکوه بر اوپنکهت‌ها (اوپانیشادها) - نقل از رضازاده شفق ۱۳۴۵‏:‎۲۶
در دوران زمامداری امپراتور گورکانی اکبر کبیر (۱۵۵۶–۱۵۸۶) نخستین ترجمه از اوپانیشادها به زبان فارسی انجام شد.
نوهٔ اکبر محمد داراشکوه نیز در سال ۱۶۵۶ میلادی در مجموعه‌ای با عنوان اوپنکهت‌ها ۵۰ اوپانیشاد را از سانسکریت به فارسی برگرداند.
داراشکوه این ترجمه از اوپانیشادها را بنابر تعبیری از معنای لغت «اوپانیشاد»، سر اکبر نام نهاد که بعدها به سرَالاسرار نیز معروف شد.
به گفتهٔ صادق رضازاده شفق، داراشکوه در ترجمهٔ فارسی اوپانیشاد برای شرح متون اصلی توضیحاتی از خود یا حتی اخبار و عقاید اسلامی به آن افزوده‌است که «تشخیص اصل از ضمایم را بسیار مشکل می‌سازد.»
صادق رضازاده شفق به درخواست احسان یارشاطر ترجمهٔ فارسی جدید و دقیق‌تری از سیزده اوپانیشاد اصلی را از روی ترجمهٔ انگلیسی رابرت ارنست هیوم در سال ۱۳۴۵ چاپ کرد.

### ترجمه به زبان‌های غربی
مستشرق جوان فرانسوی انکتیل دوپرون نسخه‌ای از اوپنکهت‌ها را بدست آورد و آن را از فارسی به فرانسوی و لاتین ترجمه کرد و در نهایت نسخهٔ لاتین را با عنوان Oupneck'hat در ۱۸۰۱–۱۸۰۲ میلادی به چاپ سپرد.
ترجمهٔ فرانسوی دوپرون هرگز منتشر نشد،
ولی ترجمهٔ لاتین او باب آشنایی جهان غرب با اندیشه‌های اوپانیشادی را گشود.
با این حال به گفتهٔ دوسن از آنجا که مترجمان سانسکریت به فارسی در ترجمهٔ خود وفاداری چندانی به متون سانسکریت نداشتند این آشنایی غربی‌ها با اوپانیشاد چندان دقیق نبود.
نخستین ترجمهٔ مستقیم سانسکریت به انگلیسی از اوپانیشاد آیتریه را کولبروک در سال ۱۸۰۵
و نخستین ترجمه اوپانیشاد کنه را راموهون روی در ۱۸۱۶ انجام داد.
اولین ترجمهٔ آلمانی اوپانیشادها در ۱۸۳۲ و ترجمهٔ انگلیسی رور در ۱۸۵۳ انجام شد. با این حال ترجمه‌های ماکس مولر که در ۱۸۷۹ و ۱۸۸۹ چاپ شدند نخستین مساعی سیستماتیکی بودند که هر ۱۲ اوپانیشاد اصیل را در خود داشت.
از دیگر ترجمهٔ سرشناس اوپانیشادها می‌توان به ترجمه‌های رابرت ارنست هیوم (۱۳ اوپانیشاد اصیل)،
پل دوسن (۶۰ اوپانیشاد)،
ساروپالی رادهاکرشنن (۱۸ اوپانیشاد)،
پاتریک آلیول (۳۲ اوپانیشاد در دو جلد)،
و نهانو سوامی (۱۳ اوپانیشاد با شرح ویشنوا آکاریاس) اشاره کرد. ترجمهٔ آلیول در ۱۹۹۸ برندهٔ جایزهٔ ا.ک. رامانجو برای ترجمه شد.

## اوپانیشاد در جهان غرب

### تشابهات با آرای افلاطون
برخی محققان به تشابهات اوپانیشاد با آرای فلسفی فیثاغورس و افلاطون، از جمله در باب معرفت‌شناسی، مفهوم عدالت و راه رستگاری، و تمثیل غار افلاطون اشاره کرده‌اند. همچنین تمایز خرد، روح، و رغبت در روان‌شناسی افلاطونی به سه گونا در فلسفهٔ هندی سامخیا شباهت دارد.
دربارهٔ اینکه چگونه امکان گذار این اندیشه‌ها در جهان باستان وجود داشته‌است نظریه‌پردازی‌های بسیاری شده‌است، که از میان می‌توان به نظریهٔ سفر فیثاغورس به هند، نظریهٔ سفر فلاسفهٔ هندی به آتن، این نظریهٔ که افلاطون در هنگام تبعید به سیراکوس با این ایده‌ها آشنا شده‌است و امکان انتقال غیرمستقیم آنها از طریق ایران اشاره کرد.
با این حال دیگر محققان، از جمله آرتور بریدل کیث، جان بورنت، و ا. ر. وادیا، بر آنند که این دو ساختار فلسفی مستقل از هم شکل گرفته‌اند. به گفتهٔ ایشان هیچ سند تاریخی‌ای وجود ندارد که نشان از ملاقات فلاسفهٔ این دو مکتب داشته باشد و بین روند شکل‌گیری، جهت‌گیری، و اهداف این دو ساختار فلسفی تفاوت‌های آشکاری هست. به نوشتهٔ وادیا متافیزیک افلاطونی در زندگی این‌دنیایی ریشه دارد و هدف آن هم شکل‌دهی به دولت ایدئال است، در حالیکه در اوپانیشادها محور گفتگو روح فرد (آتمن) است و هدف چرخه‌شکنی.

### اوپانیشاد در غرب مدرن

فیلسوف آلمانی آرتور شوپنهاور اوپانیشادها را «محصول بالاترین قلهٔ خرد بشری» نامید.

فیلسوف آلمانی آرتور شوپنهاور ترجمهٔ لاتین اوپانیشادها را خوانده بود و آن‌ها را در آثار جهان همچون اراده و تصور (۱۸۱۹) و متعلقات و ملحقات (۱۸۵۱) تحسین کرده‌است.
شوپنهاور فلسفهٔ خودش را (که در آن فرد مظهر وحدت اصولی یا «اراده» است) هماهنگ با اوپانیشادها می‌یافت. شوپنهاور نسخه‌ای از ترجمهٔ لاتین اوپانیشاد (به لاتین: Oupnekhet) را همواره با خود داشت و گفته بود که اوپانیشاد «آرامش زندگی من بوده‌است و آرامش مرگم هم خواهد بود.»
فیلسوفان دیگری از جمله هموطن شوپنهاور فریدریش ویلهلم یوزف شلینگ نیز مفاهیم اوپانیشادی را ستوده‌اند.
در آمریکا، گروهی از ادبا و فلاسفه موسوم به تعالی‌گرایان، که مؤثر از آرمانگرایان آلمانی و تفسیر شلینگ از آرمانگرایی متعالی امانوئل کانت بودند، باعث شدند که اوپانیشادها در جوامع غربی شهرتی بیابند.
شعر سرزمین هرز (۱۹۲۲) اثر شاعر انگلیسی‌زبان تی. اس. الیوت نیز با جمله سانسکریت «شانتی شانتی شانتی» (که به کرات در اوپانیشادها آمده‌است) به پایان می‌رسد.
پل دوسن در یادداشتش بر اوپانیشادها می‌نویسد که برهمن-اتمن در اوپانیشادها چیزی است که می‌توان آن را تجربه کرد ولی توصیفش ممکن نیست. به باور دوسن این برداشت از روح و خود مشابه برداشت افلاطون است. اوپانیشادها بر وحدت روح تأکید دارند و هر شکلی از تکثرگرایی و در نتیجه دوری و نزدیکی مکانی، توالی زمانی، رابطهٔ علی، و تضاد سوژه و ابژه را رد می‌کنند.
ماکس مولر نیز در نقدش بر اوپانیشاد دربارهٔ عدم وجود ساختار فلسفی واحد و موضوع محوری در اوپانیشادها می‌نویسد:
چیزی که بتوان آن را ساختار فلسفی دانست در اوپانیشادها وجود ندارد. این متون به معنای واقعی کلمه حدس‌هایی در باب حقیقت هستند که به‌کرات یکدیگر را نقض می‌کند و با این‌حال همه به یک جهت اشارت دارند. پیام اصلی اوپانیشادهای اصیل خودت رو بشناس است که معنای عمیق‌تری از γνῶθι σεαυτόν پیشگویان معبد دلفی دارد. «خودت را بشناس» ِ اوپانیشادها به معنای یافتن و دانستن «خود» حقیقی است که ماورای «من» (ایگو) است و در والاترین شکلش «خویش جاویدان» و وجود واحدی است که دومی ندارد و بر همهٔ هستی مسلط است.— ماکس مولر، 

### فهرست منابع
- رضازاده شفق، صادق (۱۳۴۵). گزیده اوپه‌نیشدها: با مقدمه و حواشی و فهرست لغات. تهران: بنگاه ترجمه و نشر کتاب.
- داراشکوه، محمد (۱۳۳۵). ترجمه اپنکهت مندک (مجموعه منتخب الآثار). تهران: تابان.

- Ayyangar, S (1952). The Yoga Upanisad-s: Translated into English on th basis of the commentary of Sri Upanisadbrhmayogin. Adyar: Adyar Library Research Centre. ISBN 978-81-85141-58-9. OCLC 1031333929.
- Bailey, Alice (1973). The soul and its mechanism: the problem of psychology. New York London: Lucis Publishing Co. Lucis Press. ISBN 978-0-85330-115-8. OCLC 59999632.
- Betty, Stafford (2010). "Dvaita, Advaita, and Viśiṣṭādvaita: Contrasting Views of Mokṣa". Asian Philosophy. Informa UK Limited. 20 (2): 215–224. doi:10.1080/09552367.2010.484955. ISSN 0955-2367.
- Boe, Aaron (2007). Samanya vedanta upanisad-s. Asian Humanities Pr. ISBN 978-0-89581-983-3. OCLC 946697635.
- Boe, Aaron (2007). Saiva upanisads. Place of publication not identified: Asian Humanities Pr. ISBN 978-0-89581-981-9. OCLC 946697634.
- Bṛhadāraṇyakopaniṣad, Ś.; Röer, H.H.E. (1908). The Brīhād Aranyaka Upanishad and the Commentary of Sankara Acharya on Its First Chapter. Society for the Resuscitation of Indian Literature. Retrieved 2020-06-14.
- Brodd, Jeffrey (2009). World religions: a voyage of discovery. Winona, MN: Saint Mary's Press. ISBN 978-0-88489-997-6. OCLC 463466137.
- Brooks, Douglas Renfrew (1990), The Secret of the Three Cities: An Introduction to Hindu Shakta Tantrism, The University of Chicago Press
- Brown, Rev. George William (1922), Missionary review of the world, vol. Volume 45, Funk & Wagnalls {{citation}}: |volume= has extra text (help)
- Bryant, Edwin (2007). Krishna: a sourcebook. Oxford New York: Oxford University Press. ISBN 978-0-19-514892-3. OCLC 181731713.
- Srinivasa, P. N. (1956).  Sarvepalli Radhakrishnan (ed.). History of Philosophy Eastern and Western.
- Chatterjea, Tara (2002). Knowledge and freedom in Indian philosophy. Lanham, Md: Lexington Books. ISBN 978-0-7391-0692-1. OCLC 50124996.
- Chousalkar, Ashok (1986), Social and Political Implications of Concepts Of Justice And Dharma, Mittal Publications
- Clooney, F.X. (2010). Hindu God, Christian God: How Reason Helps Break Down the Boundaries Between Religions. Hindu God, Christian God: How Reason Helps Break Down the Boundaries Between Religions. Oxford University Press. ISBN 978-0-19-973872-4. Retrieved 2020-06-15.
- Collins, Randall (2000), The Sociology of Philosophies: A Global Theory of Intellectual Change, Harvard University Press, ISBN 0-674-00187-7
- Copan, Paul (2013). The Routledge companion to philosophy of religion. Hoboken: Taylor and Francis. ISBN 978-0-415-78294-4. OCLC 827208913.
- Cornille, Catherine (1992), The Guru in Indian Catholicism: Ambiguity Or Opportunity of Inculturation, Wm. B. Eerdmans Publishing, ISBN 978-0-8028-0566-9
- Cowell, E.B. (1870). The Maitri, Or, Maitrāyanīya Upanishad. Bibliotheca Indica. Asiatic Society of Bengal. Retrieved 2020-06-15.
- Deussen, paul (1908). "The philosophy of the Upanishads. Authorized English translation by A.S. Geden". Internet Archive. Retrieved 2020-06-14.{{cite web}}:  نگهداری CS1: پیش‌فرض تکرار ref (link)
- Deussen, P. (2010), The Philosophy of the Upanishads, Cosimo, ISBN 978-1-61640-239-6
- Deussen, Paul (1997). Sixty Upaniṣads of the Veda. Delhi: Motilal Banarsidass. ISBN 978-81-208-1468-4. OCLC 702548741.
- Deussen, Paul; Bedekar, V.M. (tr.); Palsule (tr.), G.B. (1997). Sixty Upanishads of the Veda, Volume 2. Motilal Banarsidass. ISBN 978-81-208-1467-7.
- Dhavamony, Mariasusai (2002). Hindu-Christian dialogue: theological soundings and perspectives. Amsterdam New York, N.Y: Rodopi. ISBN 978-90-420-1510-4. OCLC 50569120.
- Doniger, Wendy (1986). Dreams, illusion, and other realities. Chicago Ill: University of Chicago Press. ISBN 978-0-226-61855-5. OCLC 36436349.
- Eknath, Easwaran (2007). The Upanishads. Tomales, CA: Nilgiri Press. ISBN 978-1-58638-021-2. OCLC 609854062.
- Eliot, T. S. (1963), Collected Poems, 1909-1962, New York: Harcourt, Brace & World, ISBN 0-15-118978-1
- Farquhar, John Nicol (1920). An outline of the religious literature of India. H. Milford, Oxford university press. ISBN 81-208-2086-X.
- Fields, Gregory P (2001), Religious Therapeutics: Body and Health in Yoga, Āyurveda, and Tantra, SUNY Press, ISBN 0-7914-4916-5
- Findly, Ellison Banks (1999). Women and the ‘Arahant’ Issue in Early Pali Literature. Journal of Feminist Studies in Religion, vol. 15, no. 1, 1999. ISBN 978-0-231-13399-9.
- Flood, Gavin D. (1996), An Introduction to Hinduism, Cambridge University Press, ISBN 978-0-521-43878-0
- Fowler, Jeaneane (2002). Perspectives of reality: an introduction to the philosophy of Hinduism. Brighton Portland, Or: Sussex Academic Press. ISBN 978-1-898723-93-6. OCLC 49530055.
- Glucklich, Ariel (2008), The Strides of Vishnu: Hindu Culture in Historical Perspective, Oxford University Press, ISBN 0-19-531405-0
- Goudriaan, T. (1978). Māyā Divine and Human: A Study of Magic and Its Religious Foundations in Sanskrit Texts, with Particular Attention to a Fragment on Viṣṇu's Māyā Preserved in Bali. Motilal Banarsidass. ISBN 978-81-208-2389-1. Retrieved 2020-06-15.
- Gough, Archibald (2002). Philosophy of the Upanishads and ancient indian metaphysics. Oxon England: Routledge. ISBN 978-0-415-24522-7. OCLC 868979863.
- Heehs, Peter (2002). Indian religions: a historical reader of spiritual expression and experience. New York: New York University Press. ISBN 978-0-8147-3650-0. OCLC 49225762.
- Holdrege, Barbara A. (1995), Veda and Torah, Albany: SUNY Press, ISBN 0-7914-1639-9
- Houben, Jan (1999). Violence denied: violence, non-violence and the rationalization of violence in South Asian cultural history. Leiden Boston: Brill. ISBN 978-90-04-11344-2. OCLC 41256328.
- Hume, R.E. (1921). The Thirteen Principal Upanishads: Translated from the Sanskrit with an Outline of the Philosophy of the Upanishads and an Annotated Bibliography. Creative Media Partners, LLC. ISBN 978-0-342-19970-9. Retrieved 2020-06-14.
- Hume, Robert (2010-07-21). "The Thirteen Principal Upanishads - Chandogya Upanishad 1.13.4". Internet Archive. Retrieved 2020-06-14.{{cite web}}:  نگهداری CS1: پیش‌فرض تکرار ref (link)
- Indich, W.M. (1995). Consciousness in Advaita Vedanta. Motilal Banarsidass. ISBN 978-81-208-1251-2. Retrieved 2020-06-14.
- Jayatilleke, Kulatissa (1980). Early Buddhist theory of knowledge. Delhi: Motilal Banarsidass. ISBN 978-81-208-0619-1. OCLC 7844123.
- Joshi, Kireet (1994), The Veda and Indian culture: an introductory essay, Motilal Banarsidass, ISBN 978-81-208-0889-8
- Jones, Constance (2008). Encyclopedia of Hinduism. New York: Checkmark Books, an imprint of Infobase Publishing. ISBN 0-8160-7336-8. OCLC 153580625.
- Juergensmeyer, Mark (2012). Encyclopedia of global religion. Thousand Oaks, Calif: SAGE Publications. ISBN 978-0-7619-2729-7. OCLC 767737455.
- Kānẹ, P.V.; Bhandarkar Oriental Research Institute (1975). History of Dharmaśāstra: (ancient and Mediæval Religious and Civil Law in India) [2d Ed. ] Rev. and Enl. Government oriental series. Bhandarkar Oriental Research Institute. Retrieved 2020-06-15.
- Keith, Arthur Berriedale (2007). The Religion and Philosophy of the Veda and Upanishads. Motilal Banarsidass Publishers. ISBN 978-81-208-0644-3.
- King, Richard (1999), Indian philosophy: an introduction to Hindu and Buddhist thought, Edinburgh University Press, ISBN 0-87840-756-1
- King, Richard (1995), Early Advaita Vedānta and Buddhism: the Mahāyāna context of the Gauḍapādīya-kārikā, Gauḍapāda, State University of New York Press, ISBN 978-0-7914-2513-8* Klostermaier, Klaus K. (2007), A survey of Hinduism, SUNY Press, ISBN 0-585-04507-0
- Lanman, Charles R (1897), The Outlook, vol. Volume 56, Outlook Co. {{citation}}: |volume= has extra text (help)
- Lal, Mohan (1992), Encyclopaedia of Indian Literature: sasay to zorgot, Sahitya Akademi, ISBN 978-81-260-1221-3
- Lochtefeld, James (2002). The illustrated encyclopedia of Hinduism. New York: Rosen. ISBN 978-0-8239-3179-8. OCLC 41612317.
- Mackenzie, Matthew (2012), "Luminosity, Subjectivity, and Temporality: An Examination of Buddhist and Advaita views of Consciousness",  in Kuznetsova, Irina; Ganeri, Jonardon; Ram-Prasad, Chakravarthi (eds.), Hindu and Buddhist Ideas in Dialogue: Self and No-Self, Routledge
- Mahadevan, T. M. P (1956),  Sarvepalli Radhakrishnan (ed.), History of Philosophy Eastern and Western, George Allen & Unwin Ltd
- Mishra, R.C. (2013). "Moksha and the Hindu Worldview". Psychology and Developing Societies. SAGE Publications. 25 (1): 21–42. doi:10.1177/0971333613477318. ISSN 0971-3336.
- Monier-Williams, A Sanskrit-English Dictionary, ISBN 0-8426-0286-0, retrieved 10 August 2010
- Müller, F.M. (1899). The Upanishads - vol 2. Sacred books of the East. Clarendon Press. Retrieved 2020-06-14.
- Müller, F.M. (1900). The Upanishads. Sacred books of the East. Clarendon Press. Retrieved 2020-06-14.
- Müller, F (1962). The Upaniṣads. New York: Dover Publications. ISBN 0-486-20992-X. OCLC 905231.
- Nakamura, H.; Leggett, T. (1983). A History of Early Vedānta Philosophy. A History of Early Vedānta Philosophy. Motilal Banarsidass. ISBN 978-81-208-0651-1. Retrieved 2020-06-15.
- Nakamura, Hajime (2004). A history of early Vedānta philosophy (به انگلیسی). Delhi: Motilal Banarsidass. OCLC 10403960.
- Narayanaswami Aiyar, K. (1914). Thirty minor Upanishads. [Printed by Annie Besant at the Vasanta Press]. OCLC 6347863.{{cite book}}:  نگهداری CS1: نقطه‌گذاری اضافه (link)
- Neville, Robert (2001). Ultimate realities. Albany: State University of New York Press. ISBN 978-0-7914-4776-5. OCLC 43397086.
- Olivelle, Patrick (1992). Saṃnyāsa Upaniṣads: Hindu scriptures on asceticism and renunciation. New York: Oxford University Press. ISBN 978-0-19-507045-3. OCLC 65221446.
- Olivelle, Patrick (1998). The early Upanisads: annotated text and translation. New York: Oxford University Press. ISBN 978-0-19-512435-4. OCLC 252600010.
- Panikkar, Raimundo (2001), The Vedic experience: Mantramañjarī: an anthology of the Vedas for modern man and contemporary celebration, Motilal Banarsidass, ISBN 978-81-208-1280-2
- Parmeshwaranand (2000). Encyclopaedic dictionary of Upaniṣads (به انگلیسی). New Delhi: Sarup & Sons. OCLC 47946036.
- Plott, John (1987). Global history of philosophy. City: Motilal Banarsidass. ISBN 978-81-208-0158-5. OCLC 56773768.
- Phillips, Stephen (2009). Yoga, karma, and rebirth: a brief history and philosophy. New York: Columbia University Press. ISBN 978-0-231-14485-8. OCLC 608273472.
- Radhakrishnan, S (1994). The principal Upaniṣads. New Delhi: Indus. ISBN 978-81-7223-124-8. OCLC 34010720.
- Raghavendrachar, Vidvan H. N (1956),  Sarvepalli Radhakrishnan (ed.), History of Philosophy Eastern and Western
- Ranade, R. D. (1926), A constructive survey of Upanishadic philosophy, Bharatiya Vidya Bhavan
- Rinehart, Robin (2004),  Robin Rinehart (ed.), Contemporary Hinduism: ritual, culture, and practice, ABC-CLIO, ISBN 978-1-57607-905-8
- Raju, P.T. (2008). Idealistic Thought of India. Routledge Library Editions: Buddhism Series. Routledge. ISBN 978-0-415-46120-7. Retrieved 2020-06-15.
- Raju, P. T. (1985). Structural depths of Indian thought. Albany, New York: State University of New York Press. ISBN 978-0-88706-139-4. OCLC 12276771.
- Raju, P.T. (1992). The Philosophical Traditions of India. Routledge Library Editions: Buddhism (به انگلیسی). Taylor & Francis. Retrieved 2020-07-11.
- Ruzsa, Ferenc (2010). "THE AUTHORLESSNESS OF THE PHILOSOPHICAL SŪTRAS on JSTOR". Acta Orientalia Academiae Scientiarum Hungaricae, vol. 63, no. 4,. Retrieved 2020-06-14.{{cite journal}}:  نگهداری CS1: نقطه‌گذاری اضافه (link)
- Samuel, Geoffrey (2010), The Origins of Yoga and Tantra. Indic Religions to the Thirteenth Century, Cambridge University Press
- Sarma, D. (2011). Classical Indian Philosophy: A Reader. Columbia University Press. ISBN 978-0-231-13399-9. Retrieved 2020-06-14.
- Sastri, S.S.; Jha, G. (1901). The Upanishads and Sri Sankara's Commentary: Aitareya and Taittiri'ya. The Upanishads and Sri Sankara's Commentary. V.C. Seshacharri. Retrieved 2020-06-14.
- Sastri, Pandit A. Mahadeva, (1953). The Vaishnava-upanishads: with the commentary of Sri Upanishad-brahma-yogin. Published for the Adyar library (Theosophical Society). OCLC 83901261.{{cite book}}:  نگهداری CS1: نقطه‌گذاری اضافه (link)
- Sastri, Alladi Mahadeva, (1950). The Saiva-Upanishads with the commentary of Sri Upanishad-Brahma-Yogin. Adyar Library. OCLC 863321204.{{cite book}}:  نگهداری CS1: نقطه‌گذاری اضافه (link)
- Scharfe, Hartmut (2002). Education in ancient India. Leiden Boston: Brill. ISBN 978-90-04-12556-8. OCLC 228119314.
- Scharfstein (1998). A comparative history of world philosophy: from the Upanishads to Kant. Albany: State University of New York Press. ISBN 978-0-7914-3684-4. OCLC 42855736.
- Schopenhauer, Arthur; Payne, E. F.J (2000),  E. F. J. Payne (ed.), Parerga and paralipomena: short philosophical essays, vol. Volume 2 of Parerga and Paralipomena, E. F. J. Payne, Oxford University Press, ISBN 978-0-19-924221-4 {{citation}}: |volume= has extra text (help)
- Schrödinger, Erwin (1992). What is life?. Cambridge University Press. ISBN 978-0-521-42708-1.
- Schrader, Friedrich Otto; Adyar Library (1908), A descriptive catalogue of the Sanskrit manuscripts in the Adyar Library, Oriental Pub. Co
- Schultz, J.P. (1981). Judaism and the Gentile Faiths: Comparative Studies in Religion. Sara F. Yoseloff memorial publications in Judaism and Jewish affairs. Fairleigh Dickinson University Press. ISBN 978-0-8386-1707-6. Retrieved 2020-06-14.
- Sen, Sris Chandra (1937), "Vedic literature and Upanishads", The Mystic Philosophy of the Upanishads, General Printers & Publishers
- Sharma, Chandradhar (1987). A critical survey of Indian philosophy. Delhi: Motilal Banarsidass. ISBN 81-208-0365-5. OCLC 224350771.
- Srinivasan, D. (1997). Many Heads, Arms, and Eyes: Origin, Meaning, and Form of Multiplicity in Indian Art. Studies in Asian Art and Archaeology, V. 20. Brill. ISBN 978-90-04-10758-8. Retrieved 2020-06-14.
- Sullivan, B.M. (2001). The A to Z of Hinduism. G - Reference, Information and Interdisciplinary Subjects Series. Scarecrow Press. ISBN 978-0-8108-4070-6. Retrieved 2020-06-14.
- Sydnor, J.P. (2012). Ramanuja and Schleiermacher: Toward a Constructive Comparative Theology. [Princeton theological monograph series]. James Clarke & Company. ISBN 978-0-227-68024-7. Retrieved 2020-06-14.{{cite book}}:  نگهداری CS1: نقطه‌گذاری اضافه (link)
- Todd, Warren (2013). The ethics of Sankara and Santideva: a selfless response to an illusory world. Burlington: Ashgate. ISBN 978-1-4094-6681-9. OCLC 857589025.
- Tripathy, Preeti (2010), Indian religions: tradition, history and culture, Axis Publications, ISBN 978-93-80376-17-2
- Tull, H.W. (1989). The Vedic Origins of Karma: Cosmos as Man in Ancient Indian Myth and Ritual. SUNY series in Hindu studies. State University of New York Press. ISBN 978-0-7914-0094-4. Retrieved 2020-06-14.
- Urwick, Edward Johns (1920). The message of Plato: a re-interpretation of the "Republic". Methuen & co. ltd. ISBN 978-1-136-23116-2.
- Varghese, Alexander P (2008), India: History, Religion, Vision And Contribution To The World, vol. Volume 1, Atlantic Publishers & Distributors, ISBN 978-81-269-0903-2 {{citation}}: |volume= has extra text (help)
- Vroom, H. M. (1996). No other gods: Christian belief in dialogue with Buddhism, Hinduism, and Islam. Grand Rapids, Mich: William B. Eerdmans Pub. Co. ISBN 978-0-8028-4097-4. OCLC 34113815.
- Versluis, Arthur (1993), American transcendentalism and Asian religions, Oxford University Press US, ISBN 978-0-19-507658-5
- Wadia, A.R. (1956), "Socrates, Plato and Aristotle",  in Radhakrishnan, Sarvepalli (ed.), History of Philosophy Eastern and Western, vol. vol. II, George Allen & Unwin Ltd {{citation}}: |volume= has extra text (help)
- Westerhoff, Jan (2009). Nāgārjuna's Madhyamaka: a philosophical introduction. Oxford New York: Oxford University Press. ISBN 978-0-19-538496-3. OCLC 316062402.
- Whitney, W. D. (1886). "The Upanishads and Their Latest Translation". The American Journal of Philology. JSTOR. 7 (1): 1. doi:10.2307/287261. ISSN 0002-9475.
- Witz, K.G. (1998). The Supreme Wisdom of the Upaniṣads: An Introduction. Motilal Banarsidass Publishers. ISBN 978-81-208-1573-5. Retrieved 2020-06-14.
- Woodhouse, Mark B. (1978).  Sugden, Sherwood J. B. (ed.). "Consciousness and Brahman-Atman". Monist. Oxford University Press (OUP). 61 (1): 109–124. doi:10.5840/monist19786115. ISSN 0026-9662.
- The Month and Catholic Review. Simpkin, Marshall and Company. 1881. Retrieved 2020-06-14.
- Concise Routledge encyclopedia of philosophy. London New York: Routledge. 2000. ISBN 978-0-415-22364-5. OCLC 49569365.
- "upanishad". Origin and meaning of upanishad by Online Etymology Dictionary. Retrieved 2020-06-14.
- "Apte Sanskrit Dictionary Search". AA研. 2006-03-30. Archived from the original on 15 May 2015. Retrieved 2020-06-14.
- "Hindu religious text". Encyclopedia Britannica. Retrieved 2020-06-14.
- Wilson, Jon (2002-06-25). "AAS SAC Ramanujan Book Prize for Translation". aasianst.org. Archived from the original on 2002-06-25. Retrieved 2020-06-14.{{cite web}}:  نگهداری یادکرد:پیوند نامناسب (link)
- Stoker, Valerie. "Madhva (1238-1317)". Internet Encyclopedia of Philosophy. Retrieved 2020-06-14.
- "Ramanuja - Hindu theologian and philosopher". Encyclopedia Britannica. Retrieved 2020-06-14.
- "Atman". Lexico Dictionaries | English. Archived from the original on 29 April 2020. Retrieved 2020-06-15.
- "Upanishad". Vedic Organization for Indian Culture and Education (VOICE). Retrieved 2020-08-10.